# أفرا (هلالة)
أفرا هي إحدى مشيخات المملكة المغربية، تتبع جغرافيا لإقليم شتوكة آيت باها وإداريًا لهلالة. يقدر عدد سكانها بـ 10505 نسمة حسب الإحصاء الرسمي للسكان والسكنى لسنة 2004.